# Bulbophyllum cataractarum
Bulbophyllum cataractarum là một loài phong lan thuộc chi Bulbophyllum.